# Vysotsky Business Center
Le Vysotsky Business Center ou Antey-3 est un gratte-ciel de bureaux de 188 mètres de hauteur construit à Iekaterinbourg de 2006 à 2011. 
L'immeuble comprend une surface de plancher de 108 470 m2 et dispose d'un hélipad pour l'atterrissage des hélicoptères.

## Liens externes

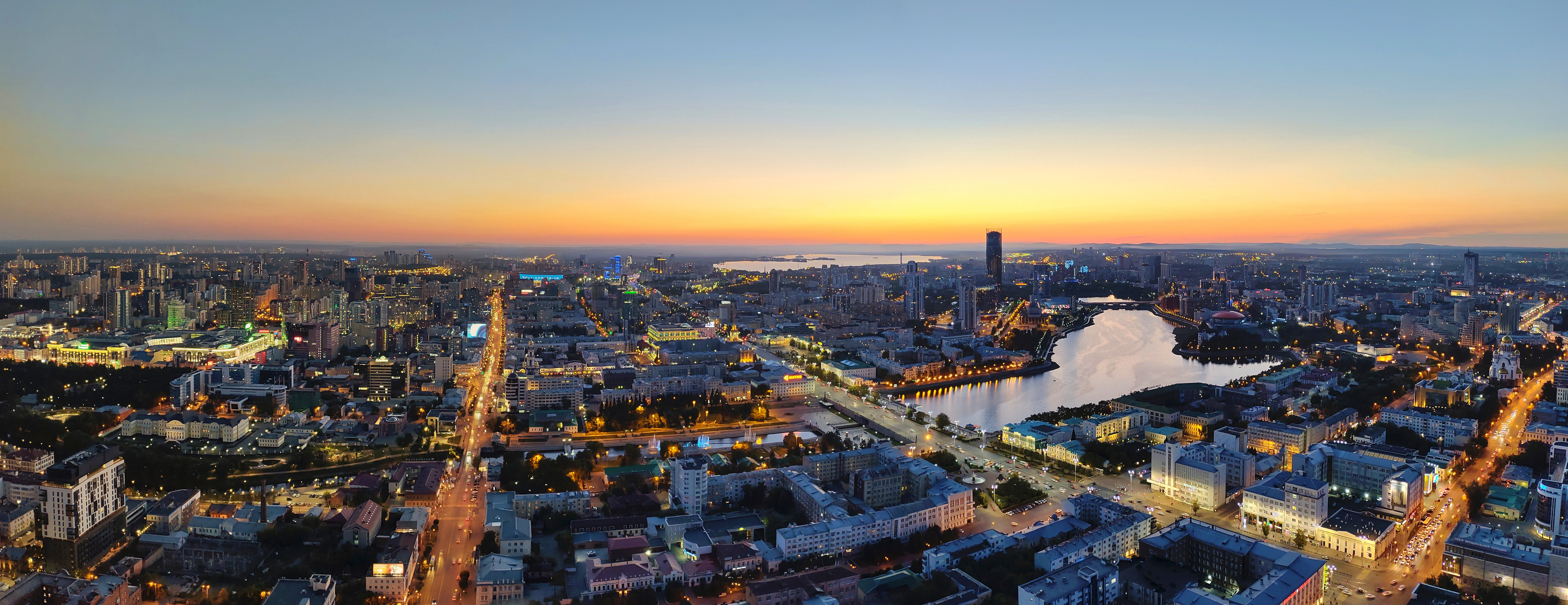
La vue sur Iekaterinbourg depuis le Vysotsky Business Center. Aout 2021.